# Agrimonia striata
Aigremoine striée
Espèce
Agrimonia striata, l’Aigremoine striée, est une espèce de plantes à fleurs de la famille des rosacées (Rosaceae).

## Description
Agrimonia striata atteint environ 1 m et produit une grappe dense (racème) de fleurs jaunes en cinq parties sur une tige velue au-dessus de feuilles pennées divisées. Cette plante est originaire des États-Unis, du Canada et de Saint-Pierre-et-Miquelon. Elle est sensible au mildiou causé par l'espèce oomycète Peronospora agrimoniae.

## Dénominations
Ce taxon porte en français le nom vernaculaire ou normalisé suivant : Aigremoine striée.
Cette plante est également connue sous les noms communs de Aigremoine, Aigremoine en bordure de route, Aigremoine rainurée, Bois aigremoine, Lampourde.[réf. nécessaire]

## Systématique
Le nom correct complet (avec auteur) de ce taxon est Agrimonia striata Michx..
Agrimonia striata a pour synonymes :
- Agrimonia brittoniana E.P.Bicknell
- Agrimonia striata var. campanulata Fernald
- Eupatorium brittonianum (E.P.Bicknell) Nieuwl. & Lunell

### Étymologie
Son épithète spécifique, du latin striata, signifie « strié ou rayé ».